# Plateau des Djinns
Das Plateau des Djinns ist ein 50 m hohes und vergletschertes Plateau an der Küste des ostantarktischen Adélielands. Es bildet die Ostgrenze des Astrolabe-Gletschers zwischen dem Bon-Docteur-Nunatak und dem Kopfende der Baie Pierre Lejay.
Französische Wissenschaftler benannte das Plateau nach Hubschraubern des Typs Sud-Ouest SO 1221 Djinn, die hier im Januar 1959 wegen eines Sturms hatten notlanden müssen.